# Division One (1897/1898)
Division One (1897/98) – był to 8. w historii sezon szkockiej pierwszej klasy rozgrywkowej w piłce nożnej. Sezon rozpoczął się 4 września 1897, a zakończył się 11 kwietnia 1898. Brało w niej udział 10 zespołów, które grały ze sobą systemem „każdy z każdym”. Tytułu mistrzowskiego nie obronił Heart of Midlothian. Nowym mistrzem Szkocji został Celtic, dla którego był to 4. tytuł w historii klubu. Koronę króla strzelców zdobył Robert Hamilton, który strzelił 18 bramek.

## Zasady rozgrywek
W rozgrywkach brało udział 10 drużyn, walczących o tytuł mistrza Szkocji w piłce nożnej. Każda z drużyn rozegrała po 2 mecze ze wszystkimi przeciwnikami (razem 18 spotkania).

## Drużyny
| Uczestnicy poprzedniej edycji                                                                                 | Uczestnicy poprzedniej edycji | Uczestnicy poprzedniej edycji | Uczestnicy poprzedniej edycji |
| --- | ----------------------------- | ----------------------------- | ----------------------------- |
| HRT | Heart of Midlothian           | 1                             |                               |
| HIB | Hibernian                     | 2                             |                               |
| RAN | Rangers                       | 3                             |                               |
| CEL | Celtic                        | 4                             |                               |
| DNE | Dundee                        | 5                             |                               |
| STM | St. Mirren                    | 6                             |                               |
| BER | St Bernard’s                  | 6                             |                               |
| THL | Third Lanark                  | 8                             |                               |
| CLY | Clyde                         | 9                             |                               |
| Awans z Scottish Division Two 1896/97                                                                         |                               |                               |                               |
| PAR | Partick Thistle               |                               |                               |
| Oznaczenia: - kolumna pierwsza – skróty nazw drużyn, - kolumna trzecia – miejsce zajęte w poprzednim sezonie. |                               |                               |                               |

## Stadiony
| Miasto   | Stadion             | Klub                |
| -------- | ------------------- | ------------------- |
| Dundee   | Dens Park           | Dundee              |
| Edynburg | Tynecastle Stadium  | Heart of Midlothian |
| Edynburg | Easter Road Stadium | Hibernian           |
| Edynburg | Powderhall Stadium  | St Bernard’s        |
| Glasgow  | Celtic Park         | Celtic              |
| Glasgow  | Barrowfield Park    | Clyde               |
| Glasgow  | Ibrox Park          | Rangers             |
| Glasgow  | Meadowside          | Partick Thistle     |
| Glasgow  | Cathkin Park        | Third Lanark        |
| Paisley  | St. Mirren Park     | St. Mirren          |

## Tabela końcowa
| Lp. | Drużyna             | M  | Z  | R | P  | Bramki | Bramki | Różn. | Pkt | Uwagi |
| --- | ------------------- | -- | -- | - | -- | ------ | ------ | ----- | --- | ----- |
| 1   | Celtic (M)          | 18 | 15 | 3 | 0  | 56     | 13     | +43   | 33  |       |
| 2   | Rangers (P)         | 18 | 13 | 3 | 2  | 71     | 15     | +56   | 29  |       |
| 3   | Hibernian           | 18 | 10 | 2 | 6  | 47     | 29     | +18   | 22  |       |
| 4   | Heart of Midlothian | 18 | 8  | 4 | 6  | 54     | 33     | +21   | 20  |       |
| 5   | St. Mirren          | 18 | 8  | 2 | 8  | 30     | 36     | −6    | 18  |       |
| 5   | Third Lanark        | 18 | 8  | 2 | 8  | 37     | 38     | −1    | 18  |       |
| 7   | Dundee              | 18 | 5  | 3 | 10 | 29     | 36     | −7    | 13  |       |
| 8   | Partick Thistle     | 18 | 6  | 1 | 11 | 34     | 64     | −30   | 13  |       |
| 9   | St Bernard’s        | 18 | 4  | 1 | 13 | 35     | 67     | −32   | 9   |       |
| 10  | Clyde               | 18 | 1  | 3 | 14 | 21     | 83     | −62   | 5   |       |

## Wyniki
| Gospodarz \ Gość    | CEL | CLY | DNE | HRT | HIB | PAR | RAN | BER | STM | THL |
| Celtic              |     | 6:1 | 2:1 | 3:2 | 4:1 | 3:1 | 0:0 | 5:1 | 3:0 | 4:0 |
| Clyde               | 1:9 |     | 1:5 | 2:2 | 2:4 | 2:3 | 1:8 | 4:2 | 2:3 | 1:1 |
| Dundee              | 1:2 | 6:0 |     | 1:6 | 1:1 | 5:0 | 2:1 | 0:0 | 0:0 | 4:2 |
| Heart of Midlothian | 0:0 | 8:1 | 2:0 |     | 3:2 | 6:2 | 2:2 | 5:1 | 2:4 | 2:3 |
| Hibernian           | 1:2 | 5:0 | 2:0 | 1:1 |     | 4:2 | 0:5 | 6:1 | 3:1 | 6:0 |
| Partick Thistle     | 3:6 | 1:1 | 3:1 | 3:2 | 0:3 |     | 1:5 | 5:3 | 1:0 | 5:2 |
| Rangers             | 0:4 | 7:0 | 5:0 | 2:0 | 1:0 | 6:1 |     | 8:1 | 9:0 | 0:0 |
| St Bernard’s        | 0:2 | 3:1 | 4:1 | 1:5 | 3:2 | 9:1 | 2:4 |     | 1:2 | 1:3 |
| St. Mirren          | 0:0 | 4:0 | 2:1 | 3:1 | 2:3 | 1:0 | 1:5 | 7:2 |     | 0:1 |
| Third Lanark        | 0:1 | 6:1 | 3:0 | 2:5 | 1:3 | 5:2 | 0:3 | 6:0 | 2:0 |     |

Źródło: SPFL.co.uk
Objaśnienia:
1Drużyna gospodarzy jest wymieniona po lewej stronie tabeli.
Kolory: zielony – zwycięstwo gospodarzy, żółty – remis, różowy – zwycięstwo gości.